# 36ª Brigata fucilieri motorizzata delle guardie "Lozova"
La 36ª Brigata autonoma fucilieri motorizzata delle guardie "Lozova" (in russo 36-я отдельная гвардейская мотострелковая Лозовская бригада?, 36-ja otdel'naja gvardejskaja motostrelkovaja Lozovskaja brigada, unità militare 06705) è un'unità di fanteria meccanizzata delle Forze terrestri russe, subordinata alla 29ª Armata combinata delle guardie del Distretto militare orientale e con base a Borzja.

## Storia

### Unione Sovietica
L'unità venne inizialmente costituita come 47ª Brigata aviotrasportata per operazioni speciali nel 1936, a partire da uno dei quattro distaccamenti di paracadutisti fondati nel 1932 per ordine del Consiglio militare rivoluzionario. Dopo un periodo di addestramento, nel 1938 la brigata venne trasferita dall'Aeronautica militare all'Armata Rossa, venendo riorganizzata come 214ª Brigata aviotrasportata.
La brigata prese parte alla guerra d'inverno contro la Finlandia, venendo impiegata in battaglia in occasione di momenti critici fra il 15 febbraio e il 12 marzo 1940. Alla fine di giugno dello stesso anno venne invece impiegata durante l'occupazione sovietica della Bessarabia e della Bucovina settentrionale, prendendo posizione a ridosso del confine rumeno ma rimanendo in riserva durante le operazioni militari.
Nel maggio 1941 a partire dal personale della brigata fu creato il 4º Corpo aviotrasportato, comprendente oltre alla 214ª anche la 7ª, l'8ª e la 9ª Brigata aviotrasportata. Allo scoppio dell'Operazione Barbarossa il corpo si trovava schierato presso Puchavičy come secondo scaglione del Fronte occidentale. Il 26 giugno ricevette l'ordine di effettuare un aviosbarco contemporaneamente a un contrattacco terrestre del 20º Corpo meccanizzato allo scopo di fermare l'avanzata tedesca verso Sluck. Essendo privo di aerei da trasporto dovette attaccare a piedi. L'operazione fallì e le posizioni di entrambi i corpi furono sfondate.
La 7ª e l'8ª Brigata entrarono in azione all'inizio di luglio nell'area della confluenza dello Svislač nella Beresina. ritirandosi successivamente verso Mogilëv a causa della pressione della Wehrmacht. Entrambe le unità furono ritirate dalla prima linea per riorganizzarsi il 10 luglio. L'inizio della battaglia di Smolensk costrinse il corpo a ingaggiare nuovamente il nemico presso Kryčaŭ il 16 luglio, città catturata dei tedeschi il giorno successivo e dalla quale otterranno una testa di ponte oltre il fiume Sož. Il 29 luglio un distaccamento operativo del corpo cercò di stabilizzare la situazione attaccando l'insediamento, venendo però completamente distrutto. Ad agosto a causa dell'avanzata tedesca il corpo risultò circondato e cercò di rompere l'accerchiamento nell'area di Uneča e Starodub. I resti del corpo vennero quindi trasferiti a est del Volga a settembre per riorganizzarsi e ripristinare la capacità operativa.
A dicembre, dopo un periodo di addestramento, venne schierato a Kaluga. Il 15 dicembre, nell'ambito della controffensiva sovietica durante la battaglia di Mosca, un battaglione della 214ª Brigata venne paracadutato a ovest di Klin al fine di prevenire una ritirata tedesca verso Volokolamsk. Il 15 gennaio 1942 l'8ª Brigata fu paracadutata presso il villaggio di Ozerečnya a sudest di Vjaz'ma. Durante la battaglia di Ržev, fra il 18 e il 23 febbraio l'intero corpo venne paracadutato dietro le linee nemiche nell'area di Juchnov: furono aviolanciati 7373 soldati e 1524 casse di munizioni ed equipaggiamento. Nel corso di questa operazione perse la vita il comandante del corpo, Aleksej Levašov, quando l'aereo da trasporto sul quale viaggiava venne colpito da un caccia tedesco. A marzo le unità del corpo occuparono numerosi villaggi, prima di essere costrette sulla difensiva. Il corpo continuò a combattere totalmente isolato nelle retrovie tedesche fino a giugno, quando gli venne ordinato di rompere l'accerchiamento, operazione compiuta il 28 giugno.
Il 2 agosto 1942 il corpo è stato riorganizzato nella 38ª Divisione fucilieri delle guardie. Assegnata alla 1ª Armata delle guardie, entrò in combattimento il 17 agosto presso il fiume Ilovlja. Dopo duri combattimenti riuscì a spingersi fino al Don, avanzando verso sudovest. L'8 settembre fu trasferita alle dipendenze della 66ª Armata, con la quale prese parte alla battaglia di Stalingrado. Alla fine di dicembre si scontrò con la 9ª Divisione fanteria "Pasubio", occupando le posizioni italiane dopo tre giorni di combattimenti e conquistando una testa di ponte oltre il fiume Don. Nell'estate del 1943 partecipò all'offensiva del Donbass e all'Operazione Kutuzov. Il 23 settembre 1943, per i meriti dimostrati durante la liberazione di Lozova, la divisione venne intitolata alla città. Dopo aver subito gravi perdite nella regione di Gomel', nel gennaio 1944 fu spostata in riserva nei pressi di Kursk. A marzo tornò all'offensiva, avanzando nell'area delle paludi del Pryp"jat'. A luglio raggiunse il confine dell'Unione Sovietica sul Bug Occidentale, quindi prese parte alla distruzione di un concentramento di truppe nemiche presso Brėst. Il 9 agosto 1944 venne insignita dell'Ordine della Bandiera Rossa per lo sfondamento delle difese tedesche a Kovel'. Successivamente entrò in Polonia, avanzando fino ad Augustów dove venne fermata dalle fortificazioni tedesche e subì pesanti perdite. Dopo essersi rifornita nelle retrovie, nel 1945 la divisione venne impiegata nell'offensiva della Prussia Orientale, attraversando la Vistola e combattendo una dura battaglia per Toruń. In seguito prese parte all'offensiva in Pomerania, conquistando Gdynia e Sopot. Entrata in Germania, oltrepassò il fiume Oder e partecipò alla battaglia di Berlino.
Dopo la fine della seconda guerra mondiale la divisione entrò a far parte del Gruppo di Forze del Nord. Nel 1946 fece ritorno in URSS, venendo schierata a Tambov. Il 5 giugno 1957, presso Vyšnij Voločëk, venne riorganizzata come 38ª Divisione fucilieri motorizzata delle guardie. Nel 1968 venne trasferita nella regione di Čita, e il 1º Battaglione del 113º Reggimento della divisione venne distaccato per andare a costituire l'11ª Brigata aviotrasportata. Il 1º ottobre 1989 fu riorganizzata nella 131ª Divisione artiglieria mitragliera delle guardie.

### Federazione Russa
Ereditata dalla Russia dopo la dissoluzione dell'Unione Sovietica, nell'agosto 2001 ritornò ad essere un'unità di fanteria con il nome di 131ª Divisione fucilieri motorizzata delle guardie. Tuttavia il 1º giugno 2006 venne ridimensionata, diventando l'attuale 36ª Brigata fucilieri motorizzata delle guardie.
Alla fine del 2021 la brigata è stata schierata a Brėst, in Bielorussia, da dove è stata impiegata durante l'invasione russa dell'Ucraina del 2022. In particolare 2 BTG hanno preso parte ai combattimenti nell'area a nordovest di Kiev. Dai primi giorni di guerra fino all'inizio di aprile, quando il fallimento dell'offensiva su Kiev ha comportato la ritirata dell'esercito russo dall'Ucraina settentrionale, i militari della brigata hanno commesso crimini di guerra nei confronti della popolazione civile del villaggio di Borodjanka. I funzionari ucraini hanno dichiarato che le vittime sono probabilmente persino più numerose di quelle del massacro di Buča. Gli abitanti hanno riferito che le truppe russe li hanno deliberatamente presi di mira e hanno bloccato i soccorsi durante la loro presenza nell'area. Alcune persone sarebbero state rapite, interrogate e deportate in Bielorussia. Nei mesi successivi sono stati rinvenuti oltre 300 corpi, molti dei quali presentavano segni di violenza come le mani legate o la gola tagliata. Ancora nel 2023, a distanza di oltre un anno, altri civili assassinati continuato a venire trovati fra le macerie del villaggio.
Dopo essersi ritirata in Russia, a partire dal novembre 2022 la brigata è stata trasferita a sud e ha preso parte alla battaglia di Vuhledar. Qui le sue colonne corazzate, insieme a quelle della 40ª e della 155ª Brigata fanteria di marina, hanno subito gravissime perdite all'inizio del 2023 nel tentativo fallito di raggiungere la cittadina. L'unità ha continuato a operare nell'area nel corso di tutto il 2023. Il 20 febbraio 2024 un attacco missilistico condotto dagli HIMARS ucraini ha colpito due compagnie schierate nei pressi di Volnovacha, uccidendo almeno 65 militari tra cui il comandante della brigata, colonnello Gusein Musaev, il suo vice, colonnello Vadim Sljusar', e un comandante di battaglione, tenente colonnello Dmitrij Vostrov. Durante la primavera la brigata ha continuato a operare sul fronte di Vuhledar, limitandosi a combattimenti posizionali insieme alla 57ª Brigata fucilieri motorizzata. Trasferita poco più a nord, il 22 aprile insieme alla 155ª Brigata fanteria di marina ed altri 8 reggimenti è riuscita a mettere piede nel villaggio di Novomychajlivka, difeso per oltre un anno dalla 79ª Brigata d'assalto aereo ucraina. Durante queste operazioni le è stato assegnato il 139º Battaglione d'assalto "Čeburaška" (unità militare 45375), che aveva già combattuto per Novomychajlivka a partire da novembre 2023 subendo pesanti perdite. A settembre ha preso parte alla rinnovata offensiva russa su Vuhledar, arrivando a occupare la parte orientale della città il 1º ottobre. Dopo la vittoria a Vuhledar, la brigata ha ripreso l'avanzata verso nord insieme ad altre formazioni russe e alla fine del mese di ottobre ha raggiunto e conquistato la cittadina di Bohojavlenka. Il 30 dicembre è stato ucciso in azione un vice comandante di battaglione della brigata, capitano Ilnar Gil'manov.

## Struttura
- Comando di brigata[31]
- 1º Battaglione fucilieri motorizzato
- 2º Battaglione fucilieri motorizzato
- 3º Battaglione fucilieri motorizzato
- Battaglione corazzato (T-72B3)
- Gruppo artiglieria
  - Batteria controllo e ricognizione di artiglieria
  - 1º Battaglione artiglieria semovente (2S3 Akatsiya)
  - 2º Battaglione artiglieria semovente (2S3 Akatsiya)
  - Battaglione artiglieria lanciarazzi (BM-27 Uragan)
  - Battaglione artiglieria controcarri (MT-12 Rapira)
- Gruppo difesa aerea
  - Plotone controllo e ricognizione radar
  - Battaglione missilistico contraereo delle guardie (Buk-M1)
  - Battaglione artiglieria missilistica contraerei (2K22 Tunguska, 9K35 Strela-10 e ZSU-23-4 Shilka)
- Battaglione genio
- Battaglione ricognizione
- Battaglione comunicazioni
- Battaglione manutenzione
- Battaglione logistico
- Compagnia comando
- Compagnia guerra elettronica
- Compagnia UAV
- Compagnia difesa NBC
- Compagnia cecchini
- Compagnia medica

## Comandanti

### Unione Sovietica
- Kombrig Aleksej Levašov (1936-1941)
- Colonnello Aleksandr Kazankin (1941)
- Maggior generale Aleksej Žadov (1941)
- Maggior generale Aleksej Levašov (1941-1942) †[3]
- Maggior generale Aleksandr Kazankin (1942)
- Maggior generale Aleksandr Onufriev (1942-1943) †[32]
- Colonnello Ivan Esin (1943)
- Colonnello Pëtr Ščerbakov (1943)
- Maggior generale Georgij Solov'ëv (1943-1944)
- Colonnello Jusif Abdullaev (1944-1945)
- Maggior generale Georgij Solov'ëv (1945-1951)
- Maggior generale Iosif Kirillov (1951-1954)
- Maggior generale Andrej Ščur (1954-1958)
- Maggior generale Nikolaj Šabel'nyj (1958-1961)
- Maggior generale Aleksej Borodaev (1961-1968)
- Maggior generale Gavriil Kalinin (1968-1973)
- Maggior generale Boris Buslaev (1973-1975)
- Maggior generale Viktor Vlasjuk (1975-1978)
- Colonnello Jurij Savenkov (1978-1980)
- Colonnello Aleksej Zadneev (1980-1981)
- Maggior generale Adam Iodko (1981-1986)
- Maggior generale Gennadij Pisčikov (1986-1989)
- Colonnello Jurij Koljagin (1989-1991)

### Federazione Russa
- Maggior generale Anatolij Zajcev (1991-1994)
- Maggior generale Jurij Pimenov (1994-1996)
- Maggior generale Jurij Kravčenko (1996-1998)
- Maggior generale Viktor Kolotilo (1998-2001)
- Colonnello Andrej Tretjak (2001-2002)
- Colonnello Sergej Čepusov (2002-2003)
- Maggior generale Nikolaj Pereslegin (2003-2005)
- Maggior generale Vladimir Cil'ko (2005-2007)
- Maggior generale Vladimir Ustinov (2007-2009)
- Colonnello Evgenij Nikiforov (2009-2010)[33]
- Colonnello Rustam Muradov (2010-2012)[34][35]
- Colonnello Oleg Moiseev (2018-2020)
- Tenente colonnello Andrej Voronkov (2020-2022)
- Colonnello Gusein Musaev (2022-2024) †[19]